# Critters – Sie sind da!
Critters – Sie sind da! (Originaltitel: Critters) ist ein US-amerikanischer Science-Fiction-Film von Stephen Herek aus dem Jahr 1986. Der Name der titelgebenden Außerirdischen entstammt der umgangssprachlich-humorvollen Aussprache des englischen Wortes creatures (Kreaturen, Lebewesen). In deutschen Kinos startete der Film am 11. Dezember 1986. Produziert wurde der Film von der Produktionsfirma New Line Cinema. Er kostete etwa zwei Millionen US-Dollar und spielte in den US-Kinos etwa 13,17 Millionen US-Dollar ein. Der Film wurde auch als Critters – Sie beißen! gezeigt.
Am 10. Januar 2018 wurde bekannt, dass unter dem Titel Critters: The New Binge eine TV-Serie zur Filmreihe produziert wird. Rupert Harvey und Barry Opper, die Produzenten der Critters-Filme, werden diese Funktion auch bei der Serie wieder übernehmen. Ein ähnliches Projekt wurde bereits im Jahr 2014 angekündigt, jedoch nie umgesetzt. Seit 2019 wird Critters: A New Binge ausgestrahlt.

## Handlung
Eine fremde Zivilisation unterhält auf einem Asteroiden ein Hochsicherheitsgefängnis. Die dorthin transportierten gefährlichen und gefräßigen Critters kapern ein Raumschiff und entkommen. Zwei Kopfgeldjäger werden geschickt, die Critters einzufangen.
Die Critters, die glutrote Augen und scharfe Zähne besitzen, erreichen die Erde und landen in der Nähe des Ortes Grovers Bend im US-Bundesstaat Kansas bei einer Farm, auf der die Familie Brown lebt. Charlie McFadden, ein allen bekannter Trinker, erblickt das zur Landung ansetzende Raumschiff auf einer Landstraße und macht mit seinem Fahrrad kehrt, um in Grovers Bend sofort Bericht zu erstatten. Auch auf der Farm wird man auf das Beben durch die Landung aufmerksam. In einer Scheune verführt Tochter April Brown gerade ihren Freund Steve und lässt sich nicht weiter stören. Anders bei Jay Brown, dem Vater, und Sohn Brad, die sich auf die Suche nach der Ursache begeben. Als sie auf dem Feld eine übel zugerichtete Kuh entdecken, machen sie schnell wieder kehrt zum Farmhaus. Der Polizeibeamte Jeff Barnes, im Polizeiwagen unterwegs, wird das nächste Opfer der Critters. Inzwischen landen die außerirdischen Kopfgeldjäger auf der Erde und finden ebenfalls das tote Rind sowie den leblosen Polizisten. Daraufhin übernimmt einer der beiden transformierend die menschliche Gestalt des am Boden liegenden Polizisten. Das außerirdische Duo setzt die Suche nach den Critters im Polizeiwagen fort.
Die kleinen Monster haben die Farm erreicht und kappen im Keller Strom- und Telefonleitungen, wo sie erstmals Jay mit ihren Betäubungsstacheln attackieren. Nur mit Hilfe von Frau Helen und Sohn Brad gelingt ihm die Flucht aus dem Keller. Auch April und Steve werden in der Scheune angegriffen, wobei Steve zu Tode kommt. Mit Brads Hilfe kann April ins Farmhaus flüchten. Angsterfüllt verbarrikadiert sich die Familie in ihrem Haus, doch plötzlich springen die Critters durch eine geschlossene Fensterscheibe ins Haus und dringen durch den Kamin ein. Brad stellt auch fest, dass die Critters rapide an Größe zunehmen und versucht, Hilfe zu holen. Die Critters-Jäger sind unterdessen in Grovers Bend eingetroffen. Auf ihrer Suche sprengen sie mit ihren Kanonen in einer kirchlichen Kapelle während einer Predigt die dortige Orgel in die Luft und verwüsten eine Bahn in einem Bowlingcenter. Der Polizeichef wirkt deshalb völlig hilflos und verfolgt sie auf der Weiterfahrt. Die außerirdischen Jäger treffen auf Brad und fahren mit ihm Richtung Farm zurück. Gerade als die Critters erneut zum Angriff auf die restlichen Browns ausholen wollen, treffen die Kopfgeldjäger ein und schreiten zur Tat. Der eingetroffene Polizeichef kann nicht verhindern, dass ein Riesen-Critter die betäubte April verschleppt. Brad verfolgt den Critter Richtung Raumschiff und trifft auf Charlie. Zusammen befreien sie April und besiegen die Critters. Drei in der Scheune gelegte Critters-Eier bleiben jedoch unentdeckt.

## Synchronisation
Es existieren zwei deutsche Synchronfassungen. Die erste entstand bei der Deutsche Synchron Filmgesellschaft mbH & Co. Karlheinz Brunnemann Produktions KG, Berlin. Michael Richter führte Dialogregie. Die zweite entstand bei der Interopa Film GmbH, Berlin. Claudia Sander schrieb das Dialogbuch und Dietmar Wunder führte Regie.
| Rolle               | Darsteller           | Synchronsprecher (Kino 1986) | Synchronsprecher (TV 1997) |
| ------------------- | -------------------- | ---------------------------- | -------------------------- |
| Brad Brown          | Scott Grimes         | Simon Jäger                  | Nicolás Artajo             |
| Helen Brown         | Dee Wallace-Stone    | Rita Engelmann               | Karin David                |
| April Brown         | Nadine Van der Velde | Janina Richter               | Ranja Bonalana             |
| Jay Brown           | Billy Green Bush     | Friedrich Georg Beckhaus     | Michael Telloke            |
| Polizeichef Harvey  | M. Emmet Walsh       | Heinz Giese                  | Roland Hemmo               |
| Johnny Steele/Ug    | Terrence Mann        | Thomas Danneberg             | Oliver Feld                |
| Charlie McFadden    | Don Keith Opper      | Manfred Lehmann              | Stefan Krause              |
| Officer Jeff Barnes | Ethan Phillips       | Uwe Paulsen                  | Rainer Doering             |
| Steve Elliot        | Billy Zane           | Torsten Sense                | Dietmar Wunder             |
| Sally               | Lin Shaye            | Regina Lemnitz               | Philine Peters-Arnolds     |
| Zanti               | Michael Lee Gogin    | Engelbert von Nordhausen     | Gerald Schaale             |
| Jake                | Roger Hampton        | Karl Schulz                  | Michael Walke              |
| Prediger            | Jeremy Lawrence      | Norbert Gescher              | Uwe Büschken               |

## Kritiken
Roger Ebert schrieb in der Chicago Sun-Times vom 11. April 1986, der Film sei eine ambitionierte Aneinanderreihung von Elementen anderer Science-Fiction-Filme wie Gremlins – Kleine Monster, Starman und E. T. – Der Außerirdische.
Das Lexikon des internationalen Films meinte: „Ereignisreiche Science-Fiction-/Gruselfilm-Variante nach zahlreichen Vorbildern des Genre-Kinos. Da amüsante Einfälle und dramatische, mitunter drastische Spannungseffekte zu keiner überzeugenden Geschlossenheit verbunden werden, allenfalls für Fans dieses Genres annehmbare Unterhaltung.“

## Auszeichnungen
Scott Grimes wurde 1987 für den Saturn Award und für den Young Artist Award nominiert. Stephen Herek wurde 1988 für den International Fantasy Film Award des Festivals Internacional de Cinema do Porto nominiert.